# دنيس جوزيف دوغرتي
دنيس جوزيف دوغرتي (بالإنجليزية: Dennis Joseph Dougherty)‏ هو كاهن كاثوليكي أمريكي، ولد في 16 أغسطس 1865 في آشلاند في الولايات المتحدة، وتوفي في 31 مايو 1951 في فيلادلفيا في الولايات المتحدة بسبب سكتة.